# تروفاريلو
تروفاريلو هي (بلدية) في مدينة تورينو الحضرية بداخل المنطقة الإيطالية بيدمونت، وتقع على بعد حوالي 10 كيلومتر (6 ميل) ، في جنوب شرق تورينو.
وتشترك تروفاريلو مع حدود البلديات التالية: بيسيتو تورنيس، مونكالييري، كومبيانو، وسانتينا.

## المدن التوأم - المدن الشقيقة
تروفاريلو توأمة مدن مع:
- لو تيل، فرنسا (1972).
- راونهايم، ألمانيا (1986).

## روابط خارجية
- الموقع الرسمي